# Thiên hoàng Kazan
Hoa Sơn Thiên hoàng (花山 Kazan- Tenno, 29 tháng 11 năm 968 - 17 Tháng 3 năm 1008) là Thiên hoàng thứ 65 của Nhật Bản theo danh sách kế thừa truyền thống.
Triều đại của Kazan kéo dài từ năm 984 đến năm 986.

## Tường thuật truyền thống
Trước khi lên ngôi Thiên hoàng, ông có tên cá nhân (imina) là Morosada -shinnō (師貞親王).
Morasada là con trai cả của Thiên hoàng Reizei. Mẹ của hoàng tử là Fujiwara no Kaneko (藤原懐子), một người con gái của sesshō Fujiwara no Koretada. Morasada là cháu trai của Thiên hoàng vừa thoái vị En'yū cũng là anh trai của Thiên hoàng Sanjō.

## Lên ngôi Thiên hoàng
Ngày 6 tháng 10 năm 984, Thiên hoàng En'yū thoái vị và cháu trai ông, thân vương Morosada lên ngôi và lấy hiệu là Kazan. Ông đổi niên hiệu Eikan của anh trai quá cố thành niên hiệu Eikan nguyên niên (10/984 - 4/985).
Cuối năm 984, Thiên hoàng ra lệnh các nhà thơ Nhật Bản tập hợp các bài thơ dân gian và biên soạn thành tập thơ Shūi Wakashū. Tập thơ gồm 20 phần, với 1.351 bài thơ. Nội dung các bài thơ có thể là ca ngợi cuộc sống vương giả của hoàng gia, tình cảnh của nông dân Nhật thời phong kiến.
Tháng 4 năm 985, Fujiwara no Tokiakira và anh trai của mình, Yasusuke đã tổ chức đấu kiếm với Fujiwara no Sukitaka và Oe-no Masahira tại kinh đô. Sau trận đấu, Masahira mất các ngón tay của bàn tay trái. Bị đối thủ truy đuổi, Oe-no Masahira bỏ trốn tới tận Omi.
Tháng 2 năm 986, Thiên hoàng Kazan bị Fujiwara no Kaneie ép buộc phải thoái vị và nhường ngôi cho người cháu họ của ông là Thân vương Kanehito (con trai duy nhất của Thiên hoàng vừa thoái vị En'yū) lên ngôi và lấy hiệu là Thiên hoàng Ichijō.
Ông xuất gia theo Phật giáo và cư trú tại Kazan-ji, nơi ông trở thành một nhà sư Phật giáo; và pháp danh mới của mình là Nyūkaku. Nyūkaku tiến hành các cuộc hành hương tới 33 địa điểm trên khắp tám tỉnh của khu vực Bando.
Ông mất ngày 8 tháng 2 của năm Kanko thứ năm (1008), hưởng dương 41 tuổi.

### Tổ chức quan lại
- Kampaku, Fujiwara no Yoritada, 924-989.
- Daijō daijin, Fujiwara no Yoritada.
- Tả đại thần, Fujiwara no Kaneie, 929-990.
- Nội đại thần (không chỉ định)
- Đại nạp ngôn

### nengō (niên hiệu)
- Eikan (983-985)
- Kanna (985-986)

## Gia đình
1. Nữ ngự: Fujiwara no Shishi (藤原忯子) (969 - 985), con gái của Fujiwara no Tamemitsu (藤原為光)
2. Nữ ngự: Fujiwara no Teishi (藤原諟子) (? - 1035), con gái của Fujiwara no Yoritada (藤原頼忠)
3. Nữ ngự: Fujiwara no choshi (藤原姚子) (971 - 989), con gái của Fujiwara no Asateru (藤原朝光)
4. Hoàng phi: Một con gái của Taira no Sukeyuki (平祐之の娘), Nakatsukasa (中務) - Y tá của Hoàng đế Kazan, sinh  Hoàng tử Kiyohito (清 仁 親王) (khoảng 998-1030) - tổ tiên của gia đình Shirakawa (白 川 家), công chúa (? -1008), công chúa (? -1008)
5. Taira no Heishi (平平子), con gái của Taira no suketada (平祐忠) và Nakatsukasa (中務), sinh ra: Hoàng tử Akinori (昭登 親王) (998-1035), công chúa (? -1008), công chúa (? -1025), một phụ nữ-trong-chờ đợi để Fujiwara no Shoshi (phối ngẫu Empress của Hoàng đế Ichijo)
6. Fujiwara no Genshi (藤原 厳 子), con gái của Fujiwara no Tamemitsu (藤原 為 光); sau đó, vợ lẽ của Fujiwara no Michinaga (藤原 道 長)
7. Không rõ danh tính, sinh ra: Kakugen (覚 源) (1000-1065), một nhà sư Phật giáo (Gòn-no-Sojo, 権 僧 正), Shinkan (深 観) (1001-1050), một nhà sư Phật giáo (Gòn-no-Daisōzu, 権 大 僧 都)